# Karja
Karja (Duits: Karrishof) is een plaats in de Estlandse gemeente Saaremaa, provincie Saaremaa. De plaats heeft de status van dorp (Estisch: küla).
De plaats viel tot in oktober 2017 onder de gemeente Leisi. In die maand werd Leisi bij de fusiegemeente Saaremaa gevoegd.
De kerk van Sint-Catharina en Sint-Nicolaas, die doorgaans ‘kerk van Karja’ wordt genoemd, bevindt zich op het grondgebied van het buurdorp Linnaka.

## Bevolking
Het dorp had 187 inwoners op 31 december 2011 en 161 inwoners op 31 december 2021.

## Ligging
De rivier Leisi en de secundaire weg Tugimaantee 79 (Upa–Leisi) komen door Karja.

## Geschiedenis
Karja werd in 1558 voor het eerst genoemd als landgoed Cares. Het landgoed viel onder de bisschop van Ösel-Wiek. Na 1560 verviel het aan de staat. Op het eind van de 18e eeuw schonk de tsaar het landgoed aan generaal Wilhelm Derfelden. Na de familie Derfelden kwam het in handen van de families von Samson en vanaf 1873 von Sengbusch. Konrad von Sengbusch (1831−1913) was de laatste feitelijke eigenaar voor het landgoed in 1919 door het onafhankelijk geworden Estland werd onteigend.
Het landhuis van het landgoed heeft twee vleugels van twee woonlagen en een middendeel van één woonlaag. Het middendeel dateert uit het eind van de 18e, de vleugels uit de 19e eeuw. Tussen 1920 en 1940 was het als schoolgebouw in gebruik, in de Tweede Wereldoorlog als hospitaal. Na de oorlog werd het gebouw het administratieve centrum van een sovchoz. Sinds 1998 dient het als informatiecentrum over de streek. Ook een paar bijgebouwen zijn bewaard gebleven, maar niet in de originele staat.
Een dorp in de buurt van de kerk bestond al in de 13e eeuw, vermoedelijk rond de tijd dat de bouw van de houten voorloper van de Catharinakerk begon. Dat werd later Linnaka. Karja is ontstaan uit een nederzetting op het grondgebied van het voormalige landgoed die uit de jaren twintig van de 20e eeuw dateert. In 1939 kreeg ze de status van dorp.
Tussen 1977 en 1997 maakte het buurdorp Kopli deel uit van Karja.